# Diogo Jota
Diogo José Teixeira da Silva (n. 4 decembrie 1996, Porto, Zona metropolitană Porto⁠(d), Portugalia – d. 3 iulie 2025, provincia Zamora, Castilia și León, Spania) a fost un fotbalist portughez care a evoluat pe poziția de atacant, cunoscut pentru finalizarea sa precisă, viteza explozivă și abilitatea de dribling. A jucat printre altele la Atlético Madrid, Wolverhampton Wanderers și FC Liverpool, precum și la prima reprezentativă a Portugaliei.
Și-a început cariera la Paços de Ferreira, în țara sa natală. După două sezoane în Primeira Liga, în 2016, a semnat un contract cu Atlético Madrid, echipă pentru care nu a apucat să joace în campionatul Spaniei, fiind împrumutat la Porto și Wolverhampton Wanderers. În 2018, a fost achiziționat definitiv de echipa engleză. În 2020, a fost cumpărat de Liverpool, pentru 41 de milioane de lire sterline.
Jota a jucat pentru echipa națională a Portugaliei  la nivelurile de vârstă sub 19 ani, sub 21 de ani și sub 23 de ani. În 2019, a debutat pentru echipa mare a Portugaliei. A câștigat în două rânduri Liga Națiunilor UEFA alături de Portugalia, în sezoanele 2018-19 și 2024-25.
A decedat pe data de 3 iulie 2025, la vârsta de 28 de ani, într-un accident rutier grav produs pe autostrada A‑52, în apropiere de Palacios de Sanabria, provincia Zamora, Spania. Vehiculul în care se afla, împreună cu fratele său André (26 ani), a părăsit banda de mers și a luat foc la kilometrul 65, ambii ocupanți fiind declarați decedați la fața locului.

## Statisticile carierei
| Club                               | Sezon         | Campionat      | Campionat | Campionat | Cupă    | Cupă   | Cupa Ligii | Cupa Ligii | Europa  | Europa | Total   | Total  |
| Club                               | Sezon         | Divizie        | Meciuri   | Goluri    | Meciuri | Goluri | Meciuri    | Goluri     | Meciuri | Goluri | Meciuri | Goluri |
| ---------------------------------- | ------------- | -------------- | --------- | --------- | ------- | ------ | ---------- | ---------- | ------- | ------ | ------- | ------ |
| Paços de Ferreira                  | 2014–15       | Primeira Liga  | 10        | 2         | 1       | 1      | 0          | 0          | —       | —      | 11      | 3      |
| Paços de Ferreira                  | 2015–16       | Primeira Liga  | 31        | 12        | 1       | 0      | 2          | 0          | —       | —      | 34      | 12     |
| Paços de Ferreira                  | Total         | Total          | 41        | 14        | 2       | 1      | 2          | 0          | —       | —      | 45      | 15     |
| Atlético Madrid                    | 2016–17       | La Liga        | 0         | 0         | —       | —      | —          | —          | —       | —      | 0       | 0      |
| Porto (împrumut)                   | 2016–17       | Primeira Liga  | 27        | 8         | 1       | 0      | 1          | 0          | 8       | 1      | 37      | 9      |
| Wolverhampton Wanderers (împrumut) | 2017–18       | Championship   | 44        | 17        | 1       | 1      | 1          | 0          | —       | —      | 46      | 18     |
| Wolverhampton Wanderers            | 2018–19       | Premier League | 33        | 9         | 3       | 1      | 1          | 0          | —       | —      | 37      | 10     |
| Wolverhampton Wanderers            | 2019–20       | Premier League | 34        | 7         | 0       | 0      | 0          | 0          | 14      | 9      | 48      | 16     |
| Wolverhampton Wanderers            | Total         | Total          | 111       | 33        | 4       | 2      | 2          | 0          | 14      | 9      | 131     | 44     |
| Liverpool                          | 2020–21       | Premier League | 19        | 9         | 0       | 0      | 2          | 0          | 9       | 4      | 30      | 13     |
| Liverpool                          | 2021–22       | Premier League | 35        | 15        | 5       | 2      | 4          | 3          | 11      | 1      | 55      | 21     |
| Liverpool                          | 2022–23       | Premier League | 22        | 7         | 0       | 0      | 0          | 0          | 6       | 0      | 28      | 7      |
| Liverpool                          | 2023–24       | Premier League | 21        | 10        | 2       | 1      | 4          | 1          | 5       | 3      | 32      | 15     |
| Liverpool                          | 2024–25       | Premier League | 26        | 6         | 2       | 1      | 5          | 2          | 4       | 0      | 37      | 9      |
| Liverpool                          | Total         | Total          | 123       | 47        | 9       | 4      | 15         | 6          | 35      | 8      | 182     | 65     |
| Total carieră                      | Total carieră | Total carieră  | 302       | 102       | 16      | 7      | 20         | 6          | 57      | 18     | 395     | 133    |

1. ↑  Include Taça de Portugal, FA Cup
2. ↑  Include Taça da Liga, EFL Cup
3. 1 2 3 4 5  Apariții în Liga Campionilor UEFA
4. 1 2  Apariții în UEFA Europa League